# Pierre-Charles Lochet
Pour les articles homonymes, voir Lochet.
Pierre-Charles Lochet, né le 24 février 1767 à Châlons-en-Champagne et mort le 8 février 1807 à la bataille d’Eylau, est un général français de la Révolution et de l’Empire.

## États de service
Attiré par le métier des armes, il s’engage dans le régiment de la Reine en 1784 et il quitte son service en 1789. On le retrouve élu le 7 septembre 1792 capitaine au 2e bataillon de volontaires de la Marne dont il prit le commandement en mai 1794. Promu chef de brigade à la 94e demi-brigade, il fit capituler 3 000 Anglais alors que sa demi-brigade ne comptait que 300 hommes ; il sera félicité par le Directoire.
Il servit ensuite dans l’armée du Danube où il se fit remarquer par son courage et sa bravoure. Le 29 août 1803 il est promu général de brigade. Il se bat à Austerlitz à la tête d’une brigade de la Grande Armée et à Auerstaedt. Il est tué d'une balle au front à la bataille d’Eylau le 8 février 1807 où il est inhumé.

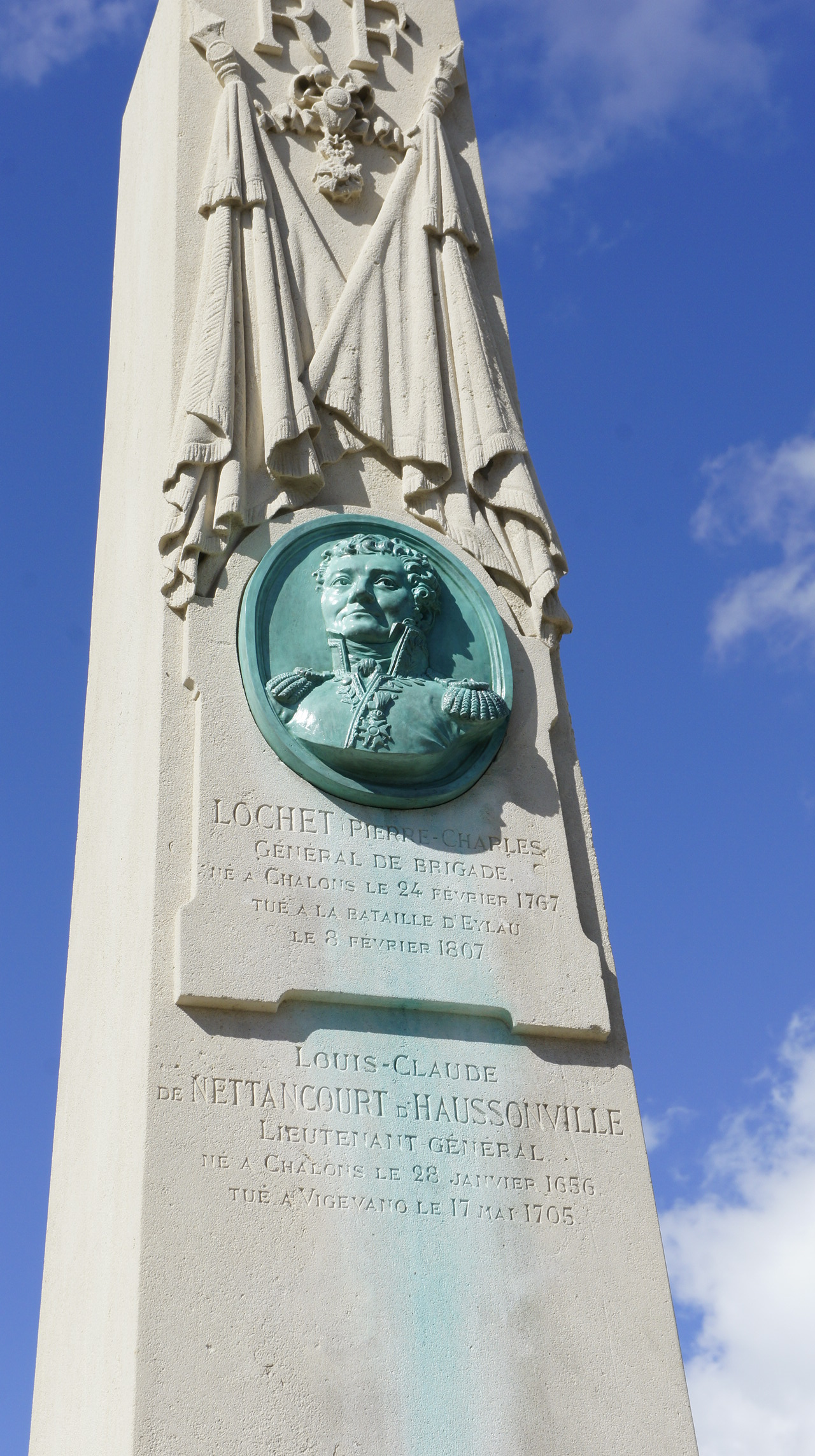
Honneur au fils de Châlons.
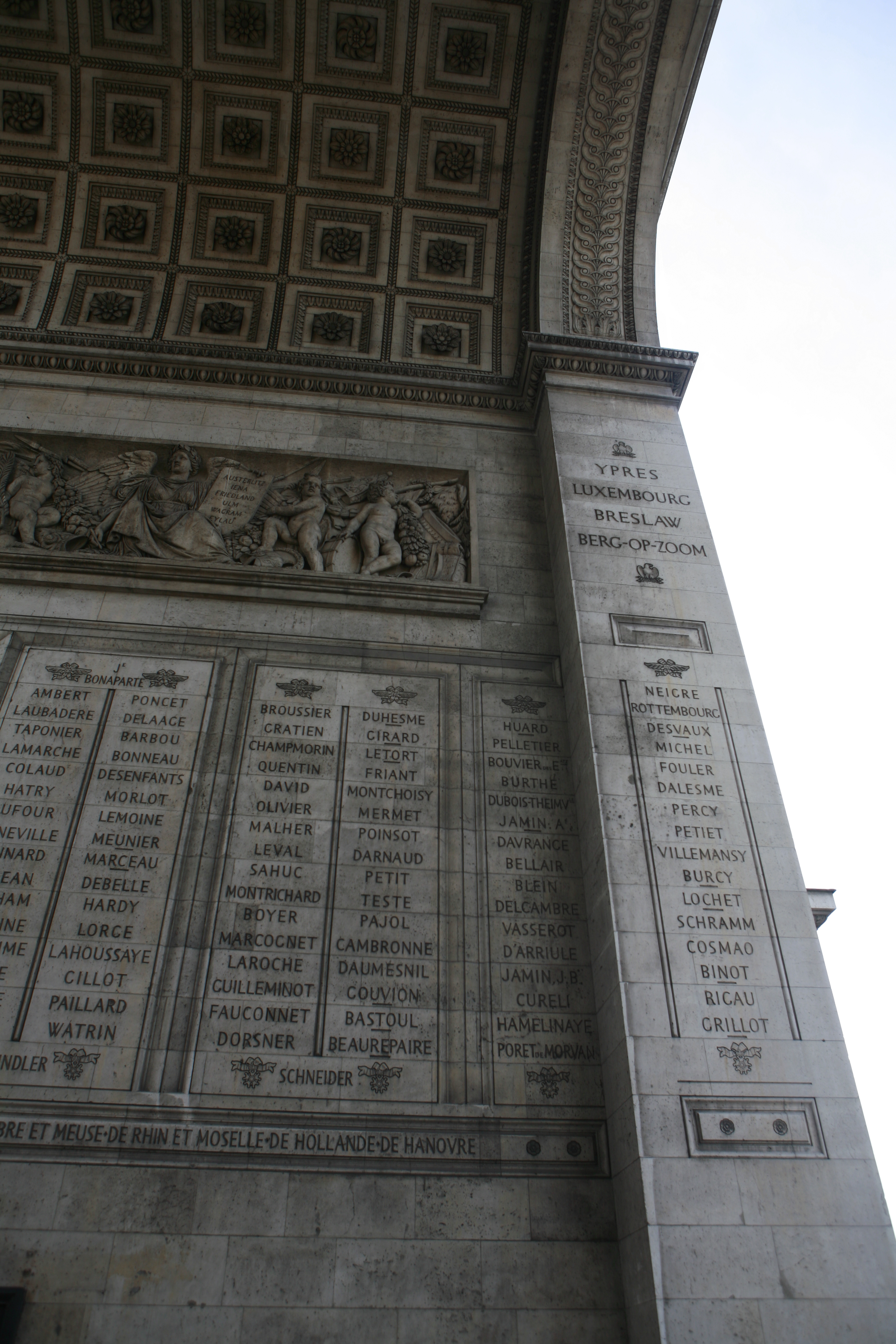
Sur l'arc de triomphe.

## Hommages
Une colonne portant son nom est au cimetière de l'est de Châlons-sur-Marne, une rue de la ville porte son nom.
Son nom est gravé sur l’Arc de triomphe de Paris, 10e colonne.